# Calamagrostis neocontracta
Calamagrostis neocontracta är en gräsart som beskrevs av Rafaël Herman Anna Govaerts. Calamagrostis neocontracta ingår i släktet rör, och familjen gräs. Inga underarter finns listade i Catalogue of Life.